# 胡適墓園
胡適墓園，位於臺灣臺北市南港區胡適公園，胡適1962年去世時建成，也是胡適妻子江冬秀與長子胡祖望的埋葬處，設計者為高而潘。

## 景觀
胡適墓位於胡適公園後山，與中央研究院隔街相對。進入墓前的噴泉池為胡適中國公學同學們所募款，從池旁右方石階而上便能見到胡適墓身，約走十六個梯階。
拜胡適葬於此之賜，周圍保留昔日南港的自然環境，園藝植物和原生植物混雜，林蔭蓊鬱。墓旁的兩株龍柏，是胡適康奈爾大學同學Harold Riegelman在1963年9月4日悼念時手植。

墓誌銘

墓前為毛子水不拘泥於傳統寫法的墓誌銘。此些文字本埋藏在墓穴，經胡適紀念館管理委員會第四十九次會議後王壯為新刻，改立墓前。文云：
|  | 這是胡適先生的墓。 生於中華民國紀元前二十一年 卒於中華民國五十一年 這個為學術和文化的進步，為思想和言論的自由，為民族的尊榮，為人類的幸福而苦心焦思，敝精勞神以致身死的人，現在在這裏安息了！ 我們相信形骸終要化滅，陵谷也會變易，但現在墓中這位哲人所給予世界的光明，將永遠存在。 |

墓穴上壁刻有橫匾「智德兼隆」，以長廊圍繞墓穴、卵石舖成地面，為基泰工程司高而潘設計。刻著「故胡適院士暨江冬秀失人之墓」的花崗石墓，為1975年8月27日安金。該墓碑是胡適週年忌日後，江冬秀請于右任所寫。舊墓碑據說是為一位日本官員備用，從中崙的碑石工廠購得。
一旁是胡適長子胡祖望的墓碑、與次子胡思杜紀念碑。胡適在1958年4月12日從香港得知胡思杜死訊後，吩咐媒體封鎖消息，因此江冬秀到去世時都不知道胡思杜遭害。

## 歷史

### 建造

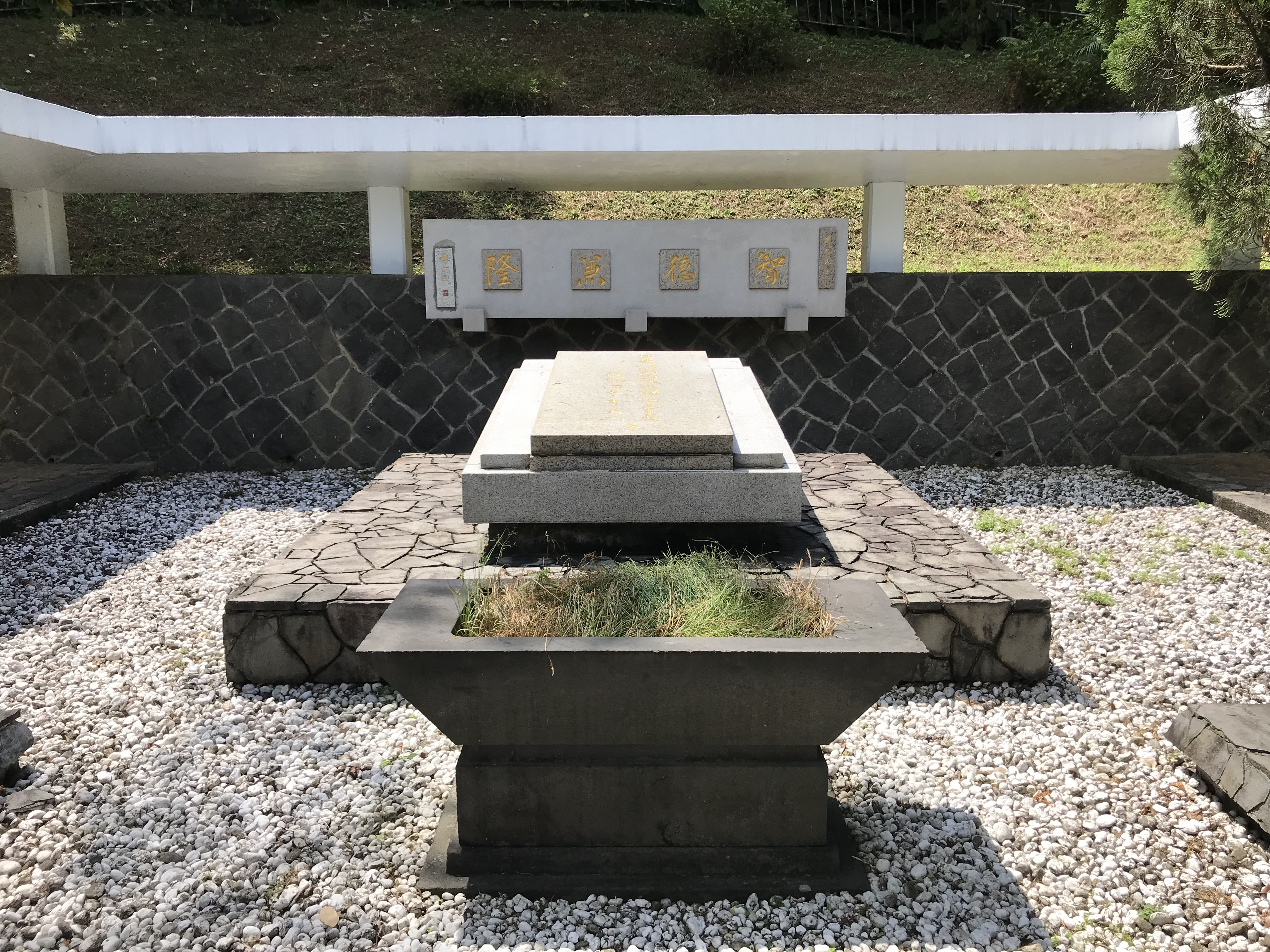
墓身

1962年2月25日下午，教育部，由王雲五主持胡適先生治喪委員會上，決定胡適墓地建於中央研究院內。次日，胡適遺孀江冬秀決定不遵循遺囑，改以土葬取代火葬。1,000坪的山坡墓地，是政府與地主李福人以新台幣1萬元、60坪平地作交換。該山坡舊名「土礱埔」，原作李家的祖墓。7月6日，墓園工程第一期工程開標，由洪文華營造廠以12萬5千元得標。
1962年10月15日，在蔣經國、陳誠、張群、于右任、王雲五、王世杰、葉公超、朱家驊、沈怡、蔣夢麟、羅家倫、黃季陸、錢思亮、李濟、劉真、陳雪屏、楊亮功等人見證下，10點棺木入土。雖然當時輿論認為胡適應用國葬，但地點就未符合《國葬法》規定須在首都所在地、且為國葬墓園的資格。

### 變動
1968年，中央研究院胡適紀念館申請撥用舊段254之8地號以擴建胡適墓園，墓地新增1.0436公頃。1971年秋，南港區舊莊里居民陳情將胡適墓園擴大修建為公園。該年末，台北市工務局編列公園建設經費新建南港胡適公園。公園耗資280萬元，直到1973年11月12日開放。

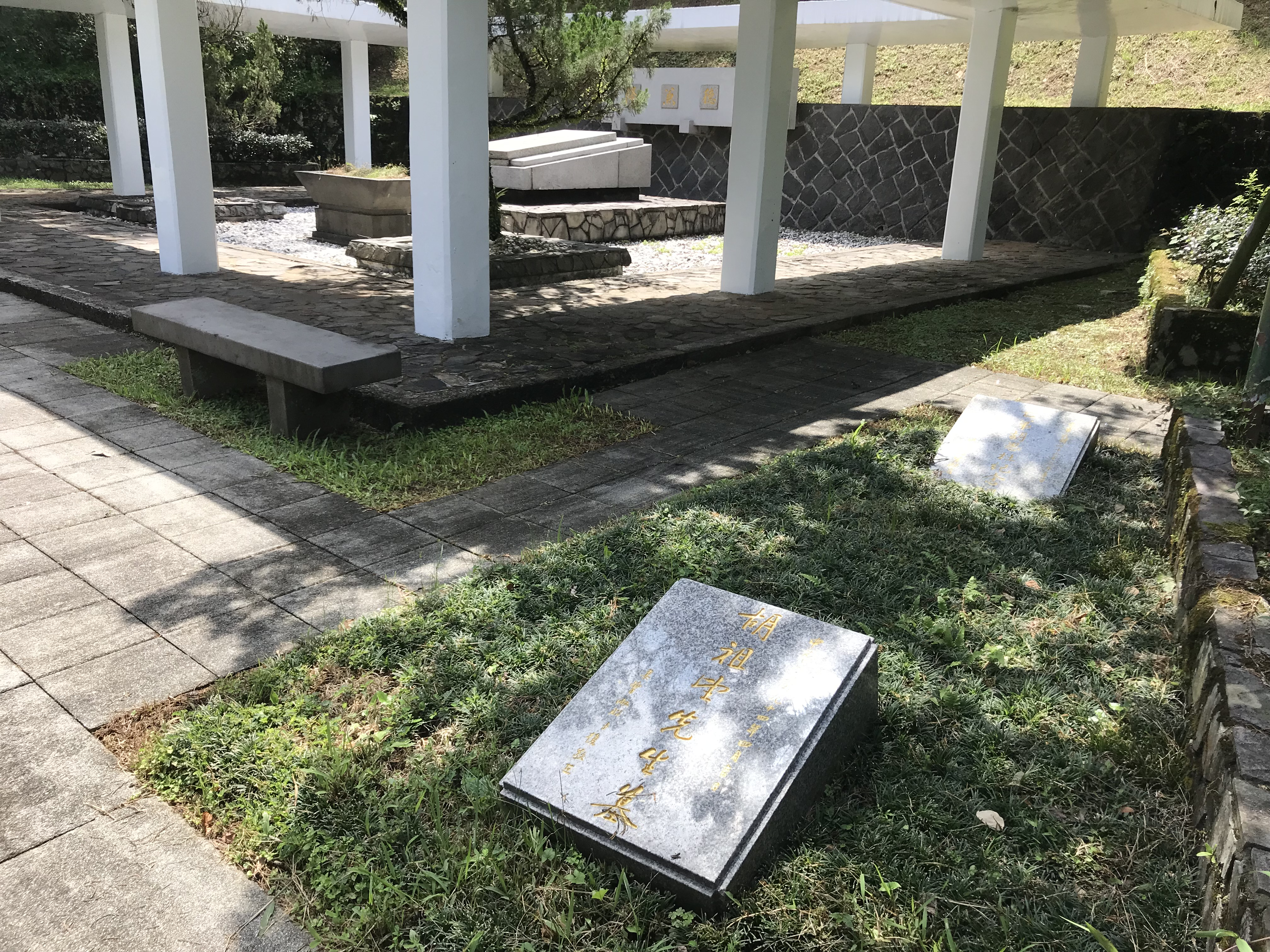
胡思杜紀念碑與胡祖望墓

1972年2月24日，毛子水主持新刻墓銘碑揭幕，胡江冬秀、錢思亮、黃少谷、陳立夫、陳雪屏、劉鍇、劉真見證。
1975年9月2日中午，江冬秀安葬在胡適旁，喪禮場面簡單。2005年4月28日，在胡祖望家庭、錢復、汪敬煦參與下，胡祖望骨灰安置在胡思杜紀念碑旁。